# HD 74272
HD 74272 (nota anche come n Velorum) è una stella gigante brillante bianca di magnitudine 4,77 situata nella costellazione delle Vele. Dista 2488 anni luce dal sistema solare.

## Osservazione
Si tratta di una stella situata nell'emisfero celeste australe. La sua posizione è fortemente australe e ciò comporta che la stella sia osservabile prevalentemente dall'emisfero sud, dove si presenta circumpolare anche da gran parte delle regioni temperate; dall'emisfero nord la sua visibilità è invece limitata alle regioni temperate inferiori e alla fascia tropicale. La sua magnitudine pari a 4,8, fa sì che possa essere scorta solo con un cielo sufficientemente libero dagli effetti dell'inquinamento luminoso.
Il periodo migliore per la sua osservazione nel cielo serale ricade nei mesi compresi fra dicembre e maggio; nell'emisfero sud è visibile anche all'inizio dell'inverno, grazie alla declinazione australe della stella, mentre nell'emisfero nord può essere osservata limitatamente durante i mesi della tarda estate boreale.

## Caratteristiche fisiche
La stella è una gigante brillante bianca, e a seconda delle fonti prese come riferimento la massa varia da 5 a 9 masse solari: Hohle stima una massa media di 5 masse solari nel 2010, mentre la stima di Tetzlaff arriva a considerare la massa stellare in 8,8 volte quella del Sole, mentre il raggio è 15 volte quello della nostra stella.
Possiede una magnitudine assoluta di -4,67 e la sua velocità radiale positiva indica che la stella si sta allontanando dal sistema solare.